# Ernst Josef Uiberacker

Ernst Josef Uiberacker Mostar (1906) mit Hündin Miss

Ernst Josef Graf von Uiberacker (* 28. Mai 1885 in Groß-Enzersdorf; † 14. Juli 1958 in Felixdorf) war ein österreichischer Jagdschriftsteller, Jäger, k. u. k. Berufssoldat sowie Schauspieler und Zeichner.

## Leben
Ernst Josef Graf von Uiberacker wurde als zweiter Sohn von Josef Graf Uiberacker (* 1837; † 1908), Rechtsanwalt und Notar in Groß-Enzersdorf (Niederösterreich), geboren.
Nach dem Besuch der Dorfschule in seinem Geburtsort besuchte er das Mariahilfer Gymnasium in Wien, das er vorzeitig verließ. Aufgrund seiner durchschnittlichen Leistunden, die stark unter seiner Jagdpassion litten, schickte ihn sein Vater auf die Pionierkadettenschule in Hainburg. Sein Vater gab damit die Hoffnung auf, dass sein Sohn die gut gehende Kanzlei in Wien übernahm.
Nach zwei Jahren in der Pionierkadettenschule wurde er wegen unterdurchschnittlicher theoretischer Leistungen an die Budapester Infanterie-Kadettenschule versetzt. Nach der Kadettenschule kam er zum Siebenbürgischen Infanterie-Regiment Nr. 82 nach Mostar, Herzegowina im Range eines Kadetten. Nach kurzer Zeit wurde er aufgrund seiner hervorragenden Leistungen zu den Strafunis versetzt und zur Grenzsicherung zu Montenegro eingesetzt. Aufgrund seiner Leistung um Festsetzung und Tötung eines lokal marodierenden Bandenchefs wurde er zum Leutnant befördert.
Nach dem plötzlichen Tode seines Vaters 1908 aufgrund eines Schlaganfalls bat er um Versetzung in das 84. Zweite Wiener Hausregiment nach Krems an der Donau. Da sein Bruder ´Karl (geb. 1875) Agraringenieur war und mit seiner Familie in Ungarn lebte, war es an Ernst Josef seine Mutter zu unterstützen und sich um die Erbauseinandersetzung zu kümmern.
Nach Ausbruch des 1. Weltkrieges wurde er zum ungarischen Infanterie-Regiment Nr. 65 in Munkács versetzt. Er war zum Kriegsende Major des Regiments.
Nach Kriegsende war Uiberacker mittellos, da er sein gesamtes Vermögen zusammen mit dem seiner Mutter in österreichische Kriegsanleihen gesteckt hatte, die nun nach dem Zusammenbruch des k. u. k. Reiches wertlos waren.
Auf der Suche nach einem Beruf ging er der alten Neigung folgend zum Theater in Wien. Er trat zwischen 1920 und 1926 auf diversen Wiener Bühnen auf. So sicherte er den Lebensunterhalt für sich und seine Mutter. Bereits in Herzegowina hatte er sich neben seinen Jagdzügen als Schauspieler betätigt.
Ab den 1920er Jahren veröffentlichte Ernst Josef Uiberacker mehrere jagdliterarische Werke, in denen er seine ausgedehnten jagdlichen Streifzüge beschreibt, wie auch einige bekannte Jagdsachbücher. Bekenntnisse eines Jägers, herausgegeben in Wien 1934 mit dem Schwerpunkt der Karpathenjagd, ist ein Standardwerk der Karpathenliteratur, mit dem er schnell berühmt wurde. Es erschienen auch mehrere bekannte Romane aus seiner Feder. Sein Werk Bei den Strafunis, das er 1958 in Salzburg herausgab, ist eines der seltenen Werke über diesen Elite-Truppenteil der k. u. k. Armee. Seine Werke werden bis heute neu aufgelegt. Er schrieb eine Vielzahl an Artikel für die Jagdzeitschrift „Wild und Hund“.
1926 bis 1938 war Uiberacker Beamter des NO Landesmuseums. Von 1938 bis 1945 Gaujägermeister für Oberdonau und Niederdonau, danach folgte die Pensionierung.
Als Gaujägermeister und auch nach 1945 beteiligte sich Uiberacker bis in die 1950er Jahre an der praktischen Ausbildung österreichischer Berufsjäger.
Ernst Josef Uiberacker war verheiratet und hatte einen Sohn und zwei Enkel names Peter und Horst Uiberacker.

## Werke
- Schu und Wu. Roman. Steyrermühl. Wien 1927
- Grenzland. Roman. Ferd. Berger. Horn 1932
- Bekenntnisse eines Jägers. Jagderzählungen. Hubertusverl. Wien 1934
- Gejagt – gehegt, gefehlt – erlegt. Jagderzählungen. Mayer Verl. München 1936
- Der Herr auf Zamobor. Roman. Leykam. Graz 1938
- Die gläsernen Würfel. Roman. Neudamm : Neumann. Melsungen 1938
- Herbsttage am Neusiedler See. Jagderzählungen. St. Pöltner Zeitungs-Verlagsges. St. Pölten 1941
- Waidmannsheil in Niederdonau. Jagderzählungen. St. Pöltner Zeitungs-Verlagsges. St. Pölten 1940
- Fährten, Spuren, Geläufe der hauptsächlichsten heimischen Wildarten. Jagdsachbuch. Jagdverl. Richter & Springer. Wien 1942
- Wildpret, dessen Verwendung und Zubereitung. Kapri. Wien 1947
- Hüttenjagd. Jagdsachbuch. Hartleben. Wien 1948
- Halali ... Hirsche, Sauen u. Böcke. Jagderzählungen. Das Bergland-Buch. Salzburg 1953
- Der Geheimnisvolle. Roman. Das Bergland-Buch. Salzburg 1956
- Bei den Strafunis. Jagd&Kriegserzählungen. Das Bergland-Buch. Salzburg 1958
- Blutrache am Utowo Blato. Roman. Hubertusverl. Richter & Springer. Wien 1958